# Ruta 40 (Bolivien)
Die Ruta 40 ist eine Nationalstraße im südamerikanischen Andenstaat Bolivien.

## Streckenführung
Die Straße hat eine Länge von 54 Kilometern und verläuft in der Region der bolivianischen Yungas am Ostabhang des Hochgebirgsrückens der Cordillera Real.
Die Ruta 40 verläuft von Südosten nach Nordwesten im östlichen Teil des Departamento La Paz. Die Straße beginnt als Abzweig der Ruta 25 bei der Ortschaft Puente Villa im Tal des Río Unduavi. Sie führt dann zuerst in nördlicher Richtung nach Coripata und weiter in nordwestlicher Richtung über Arapata nach Coroico, wo sie Anschluss an die Ruta 3 findet, die aus Richtung La Paz kommend durch die Yungas-Region ins bolivianische Tiefland führt.
Die Ruta 40 ist nicht asphaltiert, sie besteht auf ihrer gesamten Länge aus Schotter- und Erdpiste.

## Geschichte
Die Straße ist mit Ley 3438 vom 16. Juli 2006 zum Bestandteil des bolivianischen Nationalstraßennetzes Red Vial Fundamental erklärt worden.

## Streckenabschnitte im Departamento La Paz

### Provinz Sud Yungas
- km 000: Puente Villa

### Provinz Nor Yungas
- km 022: Coripata
- km 035: Arapata
- km 054: Coroico